# Miracruz-Bidebieta

Localització de Miracruz-Bidebieta

Miracruz-Bidebieta és un dels 17 barris de Sant Sebastià. Té una població de 9.169 habitants. Antigament havia format part del municipi d'Altza i està situat a l'esquerra de la carretera que uneix Sant Sebastià amb Pasaia i Irun. Limita a l'oest amb Pasaia, al sud amb Altza, a l'est amb Ategorrieta-Ulia i Intxaurrondo.
Al terme de Miracruz hi ha el famós restaurant Arzak.

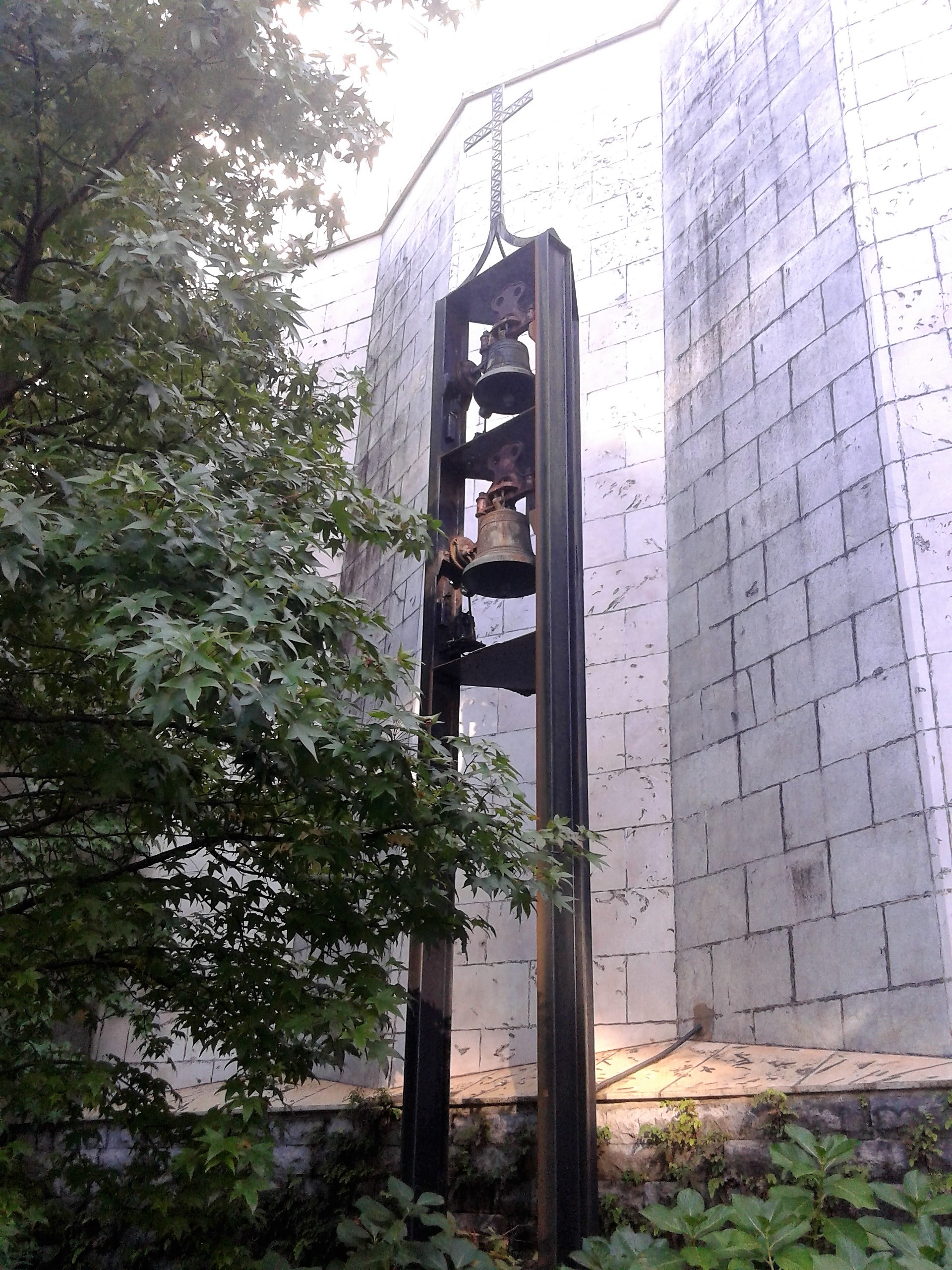
Església San Luis Gonzaga
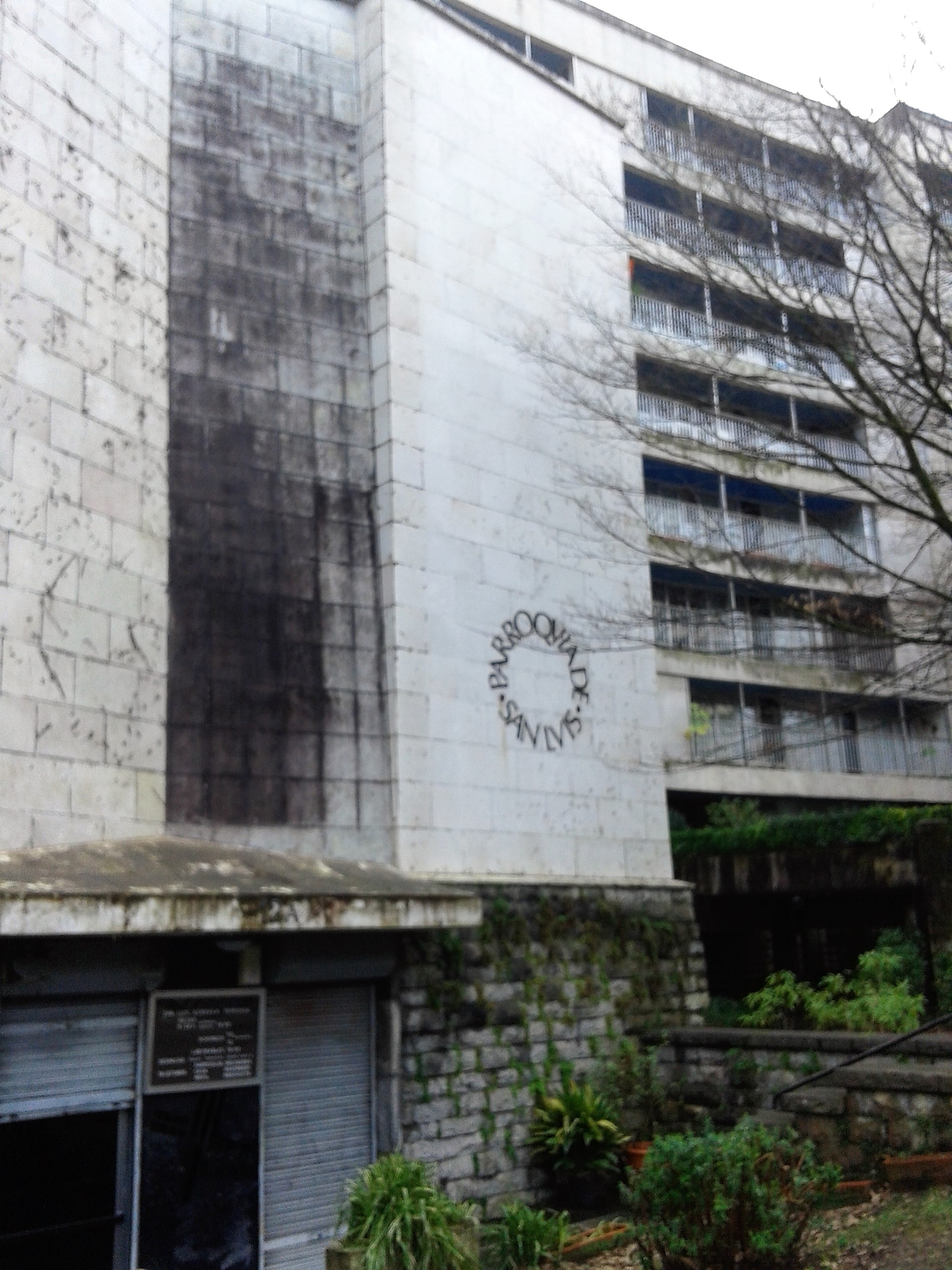
Església San Luis Gonzaga
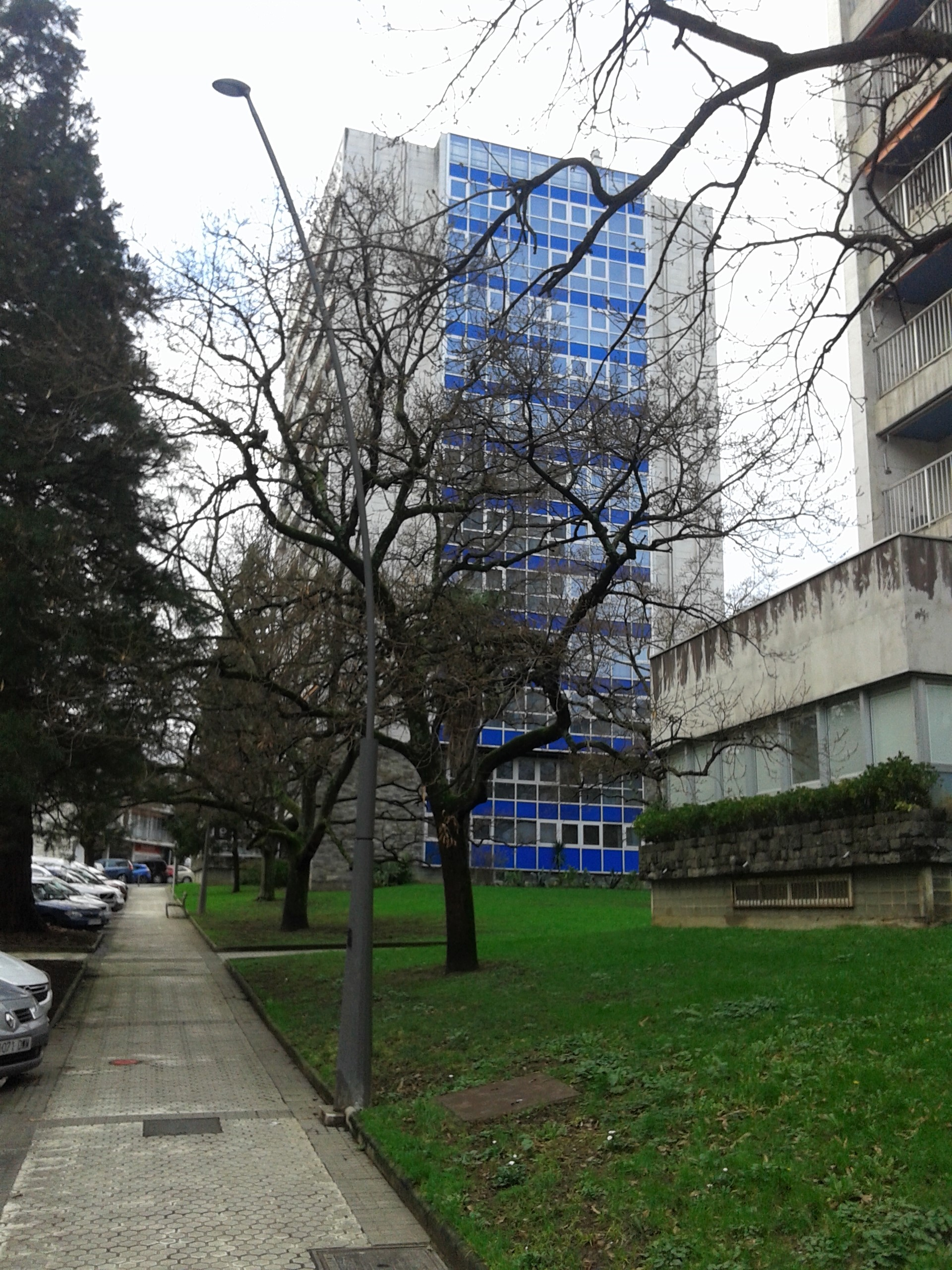
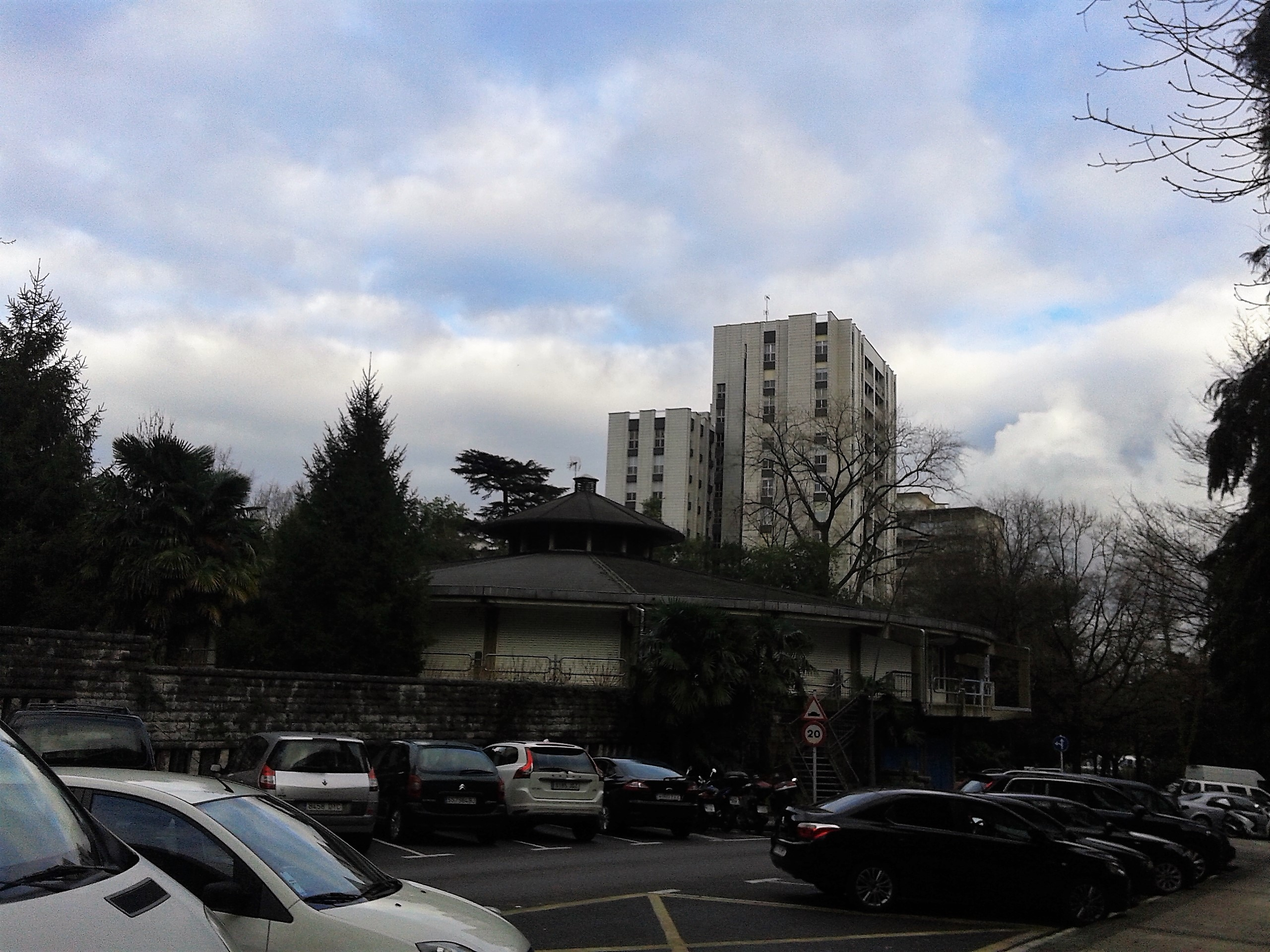
Bidebieta I